# 拉达·吉延巴拉诺娃
拉达·吉延巴拉诺娃（1970年4月10日—）是一名哈萨克斯坦现代五项运动员，身高1.67米，体重54千克。曾参加2010年广州亚运会现代五项比赛，并获得女子个人第十三名和女子团体铜牌。